# USA for Africa
USA for Africa (United Support of Artists for Africa) — название мега-группы, объединившей под собой сорок пять преимущественно американских известных музыкантов, под управлением Гарри Белафонте, Стиви Уандера, Майкла Джексона и Лайонела Ричи. Группа была собрана специально для записи знаменитого хита — сингла We Are The World, в 1985 году. В течение всего апреля 1985 года песня была номером один в чартах США и Великобритании.
Все доходы от продаж сингла были переведены в фонд «USA for Africa», организованный для осуществления финансовой поддержки пострадавшим от голода в Эфиопии 1984—1985 годов. В связи с этим мероприятием возникло много критики, связанной с утверждениями, что деньги, преимущественно перешли в руки представителей милитаристских властей пострадавшего региона, но не к людям.
Запись исполнения этой песни вживую была выпущена на DVD-издании Live Aid, появившемся в продаже 8 ноября 2004 года.

## Участники проекта
- Дэн Эйкройд (единственный канадец в списке, и один из двух не американцев-исполнителей)
- Гарри Белафонте
- Линдси Бакингем
- Ким Карнс
- Рэй Чарльз
- Боб Дилан
- Шейла И.
- Боб Гелдоф (единственный ирландец в списке, и один из двух не американцев-исполнителей)
- Hall & Oates (Дэрил Холл и Джон Оутс)
- Джеймс Ингрэм
- Джермейн Джексон
- Джеки Джексон
- Ла Тойя Джексон
- Марлон Джексон
- Майкл Джексон
- Рэнди Джексон
- Тито Джексон
- Эл Джерро
- Вэйлон Дженнингс
- Билли Джоэл
- Синди Лопер
- Huey Lewis and the News
- Кенни Логгинс
- Бетт Мидлер
- Уилли Нельсон
- Джеффри Озборн
- Дэвид Пэйч
- Стив Перри
- The Pointer Sisters
- Стив Поркаро
- Кенни Роджерс
- Дайана Росс
- Лайонел Ричи
- Смоуки Робинсон
- Пол Саймон
- Брюс Спрингстин
- Тина Тёрнер
- Дайон Уорвик
- Стиви Уандер